# Vierdaagse van Genève
De Vierdaagse van Genève is een wielerwedstrijd op de piste, die hetzelfde principe heeft als een Zesdaagse namelijk: een aantal teams van twee man komen tegen elkaar uit. Het team dat aan het einde van de vier dagen  de meeste ronden heeft gereden en/of de meeste punten heeft verzameld is de winnaar. In de loop van de dagen worden er verschillende deelwedstrijden ingelast, waarmee extra punten en te verdienen zijn. 
Deze vierdaagse werd voor het eerst in 2018 gereden in de Zwitserse stad Genève.

## Erelijst

### Mannen
| Editie | Jaar | Datum          | Locatie             | Koppels | Winnaar                                | Tweede                     | Derde                              |       |
| ------ | ---- | -------------- | ------------------- | ------- | -------------------------------------- | -------------------------- | ---------------------------------- | ----- |
| 7      | 2024 | 21-24 november | Véledrome de Genève | 12      | Matteo Constant Simon Vitzthum         | Nicolò De Lisi Lukas Rüegg | Matteo Donega Oskar Winkler        | [ 1 ] |
| 6      | 2023 | 23-26 november | Véledrome de Genève | 10      | Joseph Berlin-Sémon Robin Juel Skivild | Lukas Rüegg Simon Vitzthum | Moritz Augenstein Moritz Malcharek |       |
| 5      | 2022 |                | Véledrome de Genève |         |                                        |                            |                                    |       |
| 4      | 2021 |                | Véledrome de Genève |         |                                        |                            |                                    |       |
| 3      | 2020 |                | Véledrome de Genève |         |                                        |                            |                                    |       |
| 2      | 2019 |                | Véledrome de Genève |         | Morgan Kneisky Kévin Vauquelin         |                            |                                    |       |
| 1      | 2018 |                | Véledrome de Genève |         | Tristan Marguet Thery Schir            |                            |                                    |       |

### Vrouwen
| Editie | Jaar | Datum          | Locatie             | Koppels | Winnaar                        | Tweede                           | Derde                        |       |
| ------ | ---- | -------------- | ------------------- | ------- | ------------------------------ | -------------------------------- | ---------------------------- | ----- |
| 7      | 2024 | 21-24 november | Véledrome de Genève | 9       | Grace Lister Carys Lloyd       | Clemence Chereau Jenny Holl      | Janice Stettler Lorena Leu   | [ 1 ] |
| 6      | 2023 | 23-26 november | Véledrome de Genève | 10      | Lily Williams Jennifer Valente | Babette van der Wolf Mia Griffin | Grace Lister Kate Richardson |       |
| 5      | 2022 |                | Véledrome de Genève |         |                                |                                  |                              |       |
| 4      | 2021 |                | Véledrome de Genève |         |                                |                                  |                              |       |
| 3      | 2020 |                | Véledrome de Genève |         |                                |                                  |                              |       |
| 2      | 2019 |                | Véledrome de Genève |         | Jenny Holl Emily Nelson        |                                  |                              |       |
| 1      | 2018 |                | Véledrome de Genève |         | Jolien D'Hoore Lotte Kopecky   |                                  |                              |       |